# Söder om kärleken
Söder om kärleken är ett musikalbum av Sofia Karlsson, utgivet 2009 av Playground Music Scandinavia. Albumet består mest av Sofia Karlssons egna kompositioner men hon har även skrivit en text till Roger Tallroths (som även medverkar på skivan) "Josefins dopvals", som från början spelades in av folkmusikgruppen Väsen, och med text heter låten "Alltid dig nära". Det placerade sig som högst på 4:e plats på den svenska albumlistan.

## Låtlista
Alla låtar är skrivna av Sofia Karlsson om inget annat anges.
1. "Du var där" (Sofia Karlsson, Andreas Mattsson) – 2:58
2. "Skärmarbrink" – 2:30
3. "Smält mig till glöd" – 3:30
4. "Andra sidan" – 2:53
5. "DADGAD" – 2:41
6. "Dina händer (Göteborg)" – 4:35
7. "Stjärnor över Asahikawa" – 5:59
8. "Visa från Kåkbrinken" – 2:36
9. "Blåsut" – 2:47
10. "Regn över Årsta" (Text: Sofia Karlsson – musik: Sofia Karlsson, Gustaf Ljunggren) – 3:11
11. "Andra sidan (Repris)" (Gustaf Ljunggren) – 0:43
12. "Imma på fönstret" – 3:02
13. "Alltid dig nära" (Text: Sofia Karlsson – musik: Roger Tallroth) – 3:28

Total tid: 38:13

## Medverkande
- Sofia Karlsson — sång, irländsk traversflöjt, Wurlitzer, gitarr, whistle, bouzoukigitarr, klockspel, Hammond B3, tenorgitarr, traversflöjt
- Gustaf Ljunggren — gitarr, pedal steel, sång, resonatorgitarr, lap steel, melodibanjo, mandola, mandogitarr, basklarinett, klarinett, flöjt, tenorgitarr
- Henrik Cederblom — elgitarr, dobro, gitarr
- Sofie Livebrant — sång
- Roger Tallroth — 12-strängad gitarr, tenorgitarr, cittern
- Stuart Duncan — fiol, mandolin
- Mike Marshall — mandolin
- Staffan Lindfors — kontrabas, sång
- Olle Linder — kontrabas, trummor
- Per Ekdahl — shaker
- Fredrik Gille — slagverk
- Per Svenner — golvpuka
- Gideon Andersson — gitarr
- Bent Clausen — vibrafon

## Listplaceringar
| Lista (2008) | Topplacering |
| ------------ | ------------ |
| Sverige      | 4            |

### Fotnoter
1. ↑  Swedishcharts - Söder om kärleken på den svenska albumlistan